# Алогізм (література)

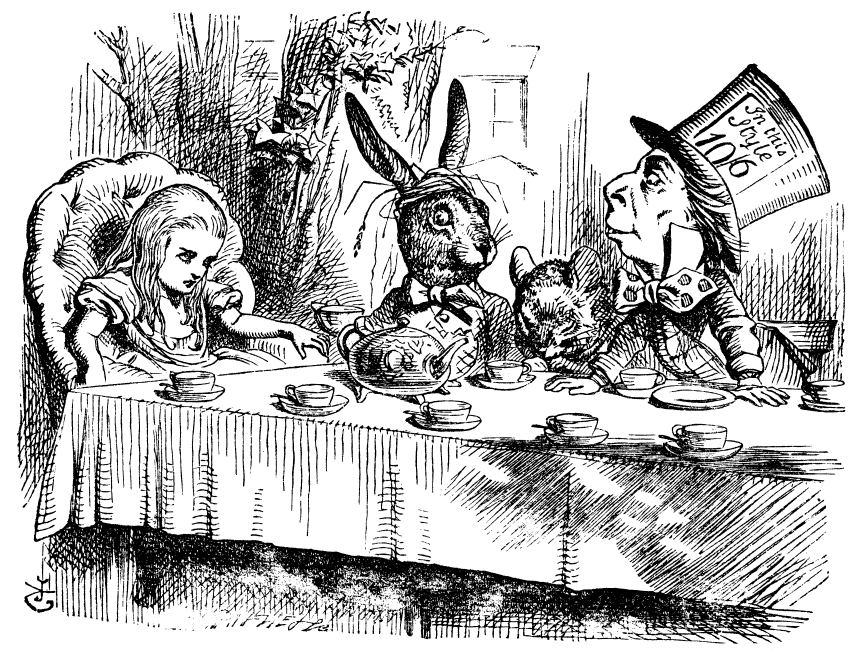
Сцена божевільного чаювання з дитячого роману-казки Аліса у Дивокраї

Алогізм (грец. а — префікс, що має заперечне значення, logismos — судження, вислів) — стилістична фігура, що полягає у навмисному створенні суперечності або порушенні логічних зв'язків у тексті. Алогізм може вживатися задля 
- ілюстрації складного емоційного стану персонажів або зображення ірраціональності, парадоксальності дійсності (зазвичай у поезії);
- створення комічного, гротескного або іронічного ефекту (зазвичай у творах сатириків, веселих дитячих віршах, народних загадках).

Фігури алогізму можуть набувати різних форм. Так можна розрізняти алогізми, що містять, наприклад,
- невідповідність між синтаксичною та смисловою структурами тексту;
- порушення логічного зв'язку між фразами або реченнями;
- протиставлення сутностей, що не містять нічого протилежного;
- співставлення сутностей, що не мають спільних рис;
- порушення причинно-наслідкових зв'язків між подіями або у ході думок;
- перескокування від однієї випадкової асоціації до іншої;
- абсурдне або беззмістовне твердження.

Алогізм часто вживали у своїх творах деякі письменники 19-ого та 20-сторіч (наприклад, М. В. Гоголь, Л. Керрол, Ф. Кафка).

## Приклади
У наведених нижче прикладах алогізми або ключові деталі алогізмів, де це можливо, виділено жирним.

### В українській мові
|                                                   | спини мене отямся і отям така любов буває раз в ніколи вона ж промчить над зламаним життям за нею ж будуть бігти видноколи |
| — Л. В. Костенко, вірш "спини мене отямся і отям" | |

|                                          | Так! я буду крізь сльози сміятись, Серед лиха співати пісні, Без надії таки сподіватись, Буду жити! Геть, думи сумні! |
| — Л. Українка, вірш "Contra spem spero!" | |

### У російській мові
|                                  | Никогда не забуду (он был, или не был, Этот вечер): пожаром зари Сожжено и раздвинуто бледное небо, И на желтой заре — фонари. |
| — О. О. Блок, вірш "В ресторане" | |

|                | Иван Иванович несколько боязливого характера. У Ивана Никифоровича, напротив того, шаровары в таких широких складках... |
| — М. В. Гоголь | |

|                | ... хата их была вдвое старее шаровар волостного писаря... |
| — М. В. Гоголь |                                                            |

|                                                       | Что они не делают, не идут дела, Видно в понедельник их мама родила ... Вроде не бездельники и могли бы жить, Им бы понедельники взять и отменить ... Как назло на острове нет календаря Ребятня и взрослые пропадают зря ... |
| — пісня "Остров Невезения" з фільму "Діамантова рука" | |